# Inquisitor dampieria
Inquisitor dampieria é uma espécie de gastrópode do gênero Inquisitor, pertencente a família Pseudomelatomidae.